# Districte de Magherafelt
El Districte de Magherafelt (gaèlic irlandès Ceantar Mhachaire Fíolta) és un districte del comtat de Derry a Irlanda del Nord. La seu es troba a Magherafelt. Ocupa l'àrea entre el llac Neagh i el riu Bann a l'est i amb les Muntanyes Sperrin a l'oest i és dividit pel riu Moyola. Té una àrea de 573 kilòmetres quadrats i una població de 39.500. Inclou la petita ciutat de Bellaghy, lloc de naixement de l'escriptor Seamus Heaney.
El Consell està integrat per 16 representants electes. Les eleccions locals se celebren cada quatre anys amb el sistema de representació proporcional. En les últimes eleccions de maig de 2011 els elegits van ser dels següents partits polítics: 9 Sinn Féin, 3 Partit Unionista Democràtic (DUP), 2 Social Democratic and Labour Party (SDLP) i 2 Partit Unionista de l'Ulster (UUP). El president i el vicepresident són elegits anualment en la reunió general anual al maig o juny. El president actual (2012/13) és Paul McLean (DUP), i la vice-presidenta és Catalina Elattar (SF). Tots dos regidors representen l'àrea electoral Magherafelt Town.
En les eleccions per al Parlament del Regne Unit és part de la circumscripció Mid Ulster.

## Resultats de les eleccions de 2011
| Partit | Partit                             | escons | modificació +/- |
| ------ | ---------------------------------- | ------ | --------------- |
| •      | Sinn Féin                          | 9      | +1              |
| •      | Partit Unionista Democràtic        | 3      | -1              |
| •      | Social Democratic and Labour Party | 2      | =               |
| •      | Partit Unionista de l'Ulster       | 2      | =               |

## Zones electorals
El districte de Magherafelt es divideix en tres zones electorals; Magherafelt Town, Moyola, i Sperrin, cadascuna dividides en subzones electorals; sis a Magherafelt Town i cinc a Moyola i Sperrin.

## Revisió de l'Administració Pública
En la revisió de l'Administració Pública (RPA), el consell s'ha d'unificar amb el del districte de Dungannon i Tyrone Sud i amb el Cookstown el 2011 per a formar un sol consell per a l'àrea ampliada amb un total de 1.715 km² i una població de 120.096 habitants. Les següents eleccions tindran lloc en maig de 2009, però el 25 d'abril de 2008, Shaun Woodward, Secretari d'Estat per a Irlanda del Nord anuncià que les eleccions de districte programades per a 2009 serien posposades fins a la introducció dels 11 nous consells en 2011.